# Proporción de mezcla
En química y física, la relación de mezcla adimensional es la abundancia de un componente de una mezcla en relación con la de todos los demás componentes. El término puede referirse a la relación molar o a la relación de masa.

## En química atmosférica y meteorología

### Relación molar
En química atmosférica, la relación de mezcla generalmente se refiere a la relación molar ri, que se define como la cantidad de un constituyente ni dividida por la cantidad total de todos los demás constituyentes en una mezcla:
{\displaystyle r_{i}={\frac {n_{i}}{n_{\mathrm {tot} }-n_{i}}}}
La relación molar también se llama relación de cantidad. Si ni es mucho menor que ntot (que es el caso de los constituyentes traza atmosféricos), la relación molar es casi idéntica a la fracción molar.

### Relación de masa
En meteorología, la proporción de mezcla generalmente se refiere a la proporción de masa de agua {\displaystyle \zeta }, que se define como la masa de agua {\displaystyle m_{\mathrm {H2O} }} dividida por la masa de aire seco ({\displaystyle m_{\mathrm {aire} }-m_{\mathrm {H2O} }}) en una masa de aire dada:
{\displaystyle \zeta ={\frac {m_{\mathrm {H2O} }}{m_{\mathrm {aire} }-m_{\mathrm {H2O} }}}}
La unidad se suele dar en {\displaystyle \mathrm {g} \,\mathrm {kg} ^{-1}}. La definición es similar a la de humedad específica.

## Proporción para mezclas o soluciones
Se pueden mezclar dos soluciones binarias de diferentes composiciones o incluso dos componentes puros con varias proporciones de mezcla por masas, moles o volúmenes.
La fracción de masa de la solución resultante de mezclar soluciones con masas m1 y m2 y fracciones de masa w1 y w2 está dada por:
{\displaystyle w={\frac {w_{1}m_{1}+w_{2}m_{1}r_{m}}{m_{1}+m_{1}r_{m}}}}
donde m1 se puede simplificar a partir del numerador y el denominador
{\displaystyle w={\frac {w_{1}+w_{2}r_{m}}{1+r_{m}}}}
y
{\displaystyle r_{m}={\frac {m_{2}}{m_{1}}}}
es la relación de mezcla en masa de las dos soluciones.
Sustituyendo las densidades ρi(wi) y considerando volúmenes iguales de diferentes concentraciones se obtiene:
{\displaystyle w={\frac {w_{1}\rho _{1}(w_{1})+w_{2}\rho _{2}(w_{2})}{\rho _{1}(w_{1})+\rho _{2}(w_{2})}}}
Considerando una relación de mezcla de volumen rV(21)
{\displaystyle w={\frac {w_{1}\rho _{1}(w_{1})+w_{2}\rho _{2}(w_{2})r_{V}}{\rho _{1}(w_{1})+\rho _{2}(w_{2})r_{V}}}}
La fórmula se puede extender a más de dos soluciones con proporciones de mezcla en masa
{\displaystyle r_{m1}={\frac {m_{2}}{m_{1}}}\quad r_{m2}={\frac {m_{3}}{m_{1}}}}
para ser mezclado dando:
{\displaystyle w={\frac {w_{1}m_{1}+w_{2}m_{1}r_{m1}+w_{3}m_{1}r_{m2}}{m_{1}+m_{1}r_{m1}+m_{1}r_{m2}}}={\frac {w_{1}+w_{2}r_{m1}+w_{3}r_{m2}}{1+r_{m1}+r_{m2}}}}

### Aditividad de volumen
La condición para obtener una solución parcialmente ideal al mezclar es que el volumen de la mezcla resultante V sea igual al doble del volumen Vs de cada solución mezclada en volúmenes iguales debido a la aditividad de los volúmenes. El volumen resultante se puede encontrar a partir de la ecuación de balance de masa que involucra densidades de las soluciones mixtas y resultantes e igualarlas a 2:
{\displaystyle V={\frac {(\rho _{1}+\rho _{2})V_{\mathrm {s} }}{\rho }},V=2V_{\mathrm {s} }}
implica
{\displaystyle {\frac {\rho _{1}+\rho _{2}}{\rho }}=2}
Por supuesto, para soluciones reales aparecen desigualdades en lugar de la última igualdad.

### Proporciones para mezclas de disolventes
Las mezclas de diferentes solventes pueden tener características interesantes como conductividad anómala (electrolítica) de iones de lionio y iones de liato particulares generados por autoionización molecular de solventes próticos y apróticos debido al mecanismo de salto de iones de Grotthus dependiendo de las proporciones de mezcla. Los ejemplos pueden incluir iones de hidronio e hidróxido en agua y mezclas de agua y alcohol, iones de alcoxonio y alcóxido en las mismas mezclas, iones de amonio y amida en amoníaco líquido y supercrítico, iones de alquilamonio y alquilamida en mezclas de aminas, etc.